# Dévotion au Précieux Sang
La dévotion au Précieux Sang est spécifique de la piété flamande des XVe et XVIe siècles. Elle a inspiré l'icône de la Fontaine de Vie, emplie du sang coulant de l'Agneau de Dieu blessé ou des Plaies du Christ. Cette icône fut l'objet de nombreuses peintures flamandes, sur un sujet dont l'intérêt était déjà entretenu depuis le XIIe siècle par la renommée de la relique du Saint-Sang de Bruges. Elle donne lieu, depuis la fin du XIIIe siècle, à la procession du Saint-Sang, également à Bruges. En guise de prière, des litanies lui sont dédiées.
Le Précieux Sang est un autre nom pour le sang du Christ. Les Églises chrétiennes (Église orthodoxe et Église catholique) croient en l'eucharistie. Elles enseignent que le corps, l'esprit et la divinité de Jésus sont contenus dans le vin et le pain consacrés (principe de transsubstantiation) en tant que Mystères distincts bien que mystiquement unis.
Des congrégations de religieux ou religieuses lui sont vouées, telles les Missionnaires du Précieux-Sang, les Adoratrices du Précieux-Sang, la confrérie du Saint-Sang, les Sœurs du Précieux Sang et les Filles de la Charité du Très Précieux Sang.